# Trochosippa kaswabilengae
Trochosippa kaswabilengae är en spindelart som beskrevs av Roewer 1960. Trochosippa kaswabilengae ingår i släktet Trochosippa och familjen vargspindlar.
Artens utbredningsområde är Kongo. Inga underarter finns listade i Catalogue of Life.